# El Salvador nos Jogos Olímpicos de Verão de 1996
El Salvador participou dos Jogos Olímpicos de Verão de 1996 em Atlanta, Estados Unidos.